# Kritik an der Google LLC

Google-Logo

Der Artikel Kritik an der Google LLC fasst Kritik am Unternehmen Google LLC zusammen.

## Kritik am Unternehmen

### Steuerflucht
Google vermeidet mit legalen Buchungstricks wie dem Double-Irish-With-a-Dutch-Sandwich-Prinzip Steuerzahlungen in Milliardenhöhe. So erklärte 2012 Eric Schmidt, Chairman des Konzerns, dass das Unternehmen Google eine Struktur habe, mit der es in Europa kaum Steuern zahlen müsse. „Man nennt dies Kapitalismus“, äußerte er. Diese Praktik wird zunehmend kritisiert.
Im Februar 2016 einigte sich Google mit dem britischen Staat auf eine Steuernachzahlung von 130 Mio. britischen Pfund. Allein 18 Mio. Pfund der Summe ergaben sich durch Zinsen auf die nicht gezahlten Summen. Die Summe enthielt keine Strafzahlung. Die Einigung wurde von der Opposition und Teilen der Zivilgesellschaft stark kritisiert. Der damalige Kanzler George Osborne verteidigte jedoch die Einigung und die von ihm eingeführte diverted profits tax.
Im Februar 2016 wurde bekannt, dass der französische Staat Steuerrückzahlung in Höhe von 1,6 Mrd. Euro von Google fordert. Im Mai 2016 wurde die Pariser Niederlassung des Unternehmens von Polizeikräften untersucht.

### Unterstützung von Klimaleugnern
Die Washington Post berichtete Ende Juni 2013, dass Google größter Einzelsponsor einer Fundraising-Veranstaltung des Competitive Enterprise Institute war.
Die US-amerikanische Denkfabrik ist unter anderem für ihre Klimawandelleugnung bekannt. Im Juli 2013 veranstaltete Google selbst eine Fundraising-Veranstaltung für den republikanischen US-Senator Jim Inhofe, der die globale Erwärmung bestreitet. Letztere Veranstaltung führte zu Kritik an Google, u. a. durch die Wissenschaftler, die an dem von Google initiierten Wissenschaftsdialog beteiligt sind. Die Veranstaltung fand trotzdem statt. Google ist zudem Mitglied des American Legislative Exchange Council, das sich u. a. gegen den Ausbau erneuerbarer Energien ausspricht, und hierbei auf das Heartland-Institut verweist. Zudem unterstützt Google nach eigenen Angaben andere Klimaleugnerorganisationen wie das Cato Institute, das Mercatus Center, und die Americans for Tax Reform.
Ende September 2014 gab Google bekannt, dass es die Mitgliedschaft beim American Legislative Exchange Council (ALEC) zum Jahresende beendete. Die Unterstützung von ALEC sei ein Fehler gewesen.
Der Klimawandel sei ein Fakt, und die Firma dürfe nicht mit Klimaskeptikern in einer Reihe stehen, da diese Leute „buchstäblich lügen“ würden.

### Manipulation der Suchergebnisse
Im August 2018 kritisierte Präsident Trump, dass Google die Suchergebnisse manipuliere und Stimmen Konservativer sowie konservative Nachrichten unterdrücke. Dies wurde von Google zurückgewiesen. Der Vorwurf wurde teilweise im Zusammenhang mit einer damals bevorstehenden Anhörung Googles vor dem Senat gesehen.
In internen E-Mails, die im September 2018 publik wurden, diskutierten Google-Mitarbeiter, wie sie nach Präsident Trumps Einreisestopp für Bürger aus sieben Ländern die Suche manipulieren könnten, um Benutzer auf Pro-Migrations-Seiten zu lenken, um ihnen zu zeigen, wie man Politiker und Regierungsstellen in der Sache kontaktieren kann. Google bestreitet, dass diese Ideen umgesetzt wurden.

### Abwerbe-Streit
Google Inc. wurde für ein geheimes Abkommen mit Adobe, Apple und Intel stark kritisiert, das es ihnen nicht erlaubte, Arbeitnehmer untereinander abzuwerben. 64.000 Mitarbeiter wandten sich in einer Sammelklage gegen die Unternehmen, da diese es verhinderten, eines der Unternehmen für einen besser bezahlten Arbeitsplatz in einem der anderen zu verlassen. Es wurde ein Vergleich von 415 Millionen US-Dollar vor einem Gericht in San José geschlossen. Dabei wurde auch eine E-Mail von Eric Schmidt an den mittlerweile verstorbenen Apple-Gründer Steve Jobs veröffentlicht, in der Schmidt versprach, einen Angestellten der Personalabteilung umgehend zu entlassen, der versuchte, einen Apple-Mitarbeiter abzuwerben.

### Zusammenarbeit mit Nachrichtendiensten
Anfang Juni 2013 wurde durch einen Whistleblower bekannt, dass Google mit acht anderen namhaften Internet- und Softwareanbietern, dem Geheimdienst NSA und anderen Regierungsbehörden auf Anfragen Benutzerdaten zur Verfügung stellt. Ein Unternehmenssprecher erklärte dazu, dass man Nutzerdaten Anfragen der Behörden sorgfältig prüfe und – sofern den gesetzlichen Bestimmungen entsprechend – Daten manuell herausgegeben würden. Anfragen von Regierungsbehörden aus den Jahren 2009 bis 2011 wurden vom Unternehmen veröffentlicht, jedoch waren darunter keine, die durch die FISA-Gesetzgebung autorisiert wurden, sodass Art und Umfang des NSA-Zugriffs auf die Daten der Google-Nutzer weiter unklar sind.

### Diskriminierung
Im August 2017 kam ein Memorandum eines Mitarbeiters an die Öffentlichkeit, in dem dieser die nicht gleichberechtigte Vertretung von Frauen in Technologie und Management des Unternehmens auf biologische Gründe zurückführte. Auch wenn das Memo in den deutschen Leitmedien zunächst einhellig als sexistisch wahrgenommen wurde, stieß insbesondere die fristlose Entlassung des Mitarbeiters auf breite Kritik, da hiermit die Diskussion über den Umgang mit Diversität unterbunden würde.
Nachdem Google seinem Leiter der internationalen Beziehungen gekündigt hatte, berichtet er 2020: „Für Frauen einzutreten, für die LGBT-Gemeinschaft, für Kollegen mit nicht-weißer Hautfarbe, und für Menschenrechte hat mich meine Karriere (bei Google) gekostet“.
Einer seit 2017 hängiger Sammelklage, von inzwischen 15.000 Frauen, will Google mit einem Vergleich begegnen. Die Frauen hatten wegen des geschlechtsspezifischen Lohngefälles geklagt. Die Zahlung von 118 Millionen US-Dollar an die Klägerinnen, im Sinne des Vergleichs, muss noch von einem Gericht abgesegnet werden.

### Militärprojekt Maven
Seit 2017 beteiligt sich Google am Militärprojekt Maven des US-Verteidigungsministeriums. Hierbei entwickelt Google KI-Technologien zur automatischen Auswertung der Videoaufnahmen von militärischen Flugdrohnen, um die Genauigkeit bei der Bekämpfung von Zielen zu erhöhen. In einem offenen Brief an die Konzernspitze haben 3100 Google-Mitarbeiter gegen die Beteiligung an dem Projekt protestiert. Infolge des Festhaltens an der Beteiligung Googles an dem Projekt haben etliche Mitarbeiter aus ethischen Gründen gekündigt. Um den Google-Mitarbeitern beizustehen, haben einige Akademiker aus dem IT-Bereich sowie Ethiker am 16. Mai 2018 einen offenen Brief an die Konzernspitze verfasst, der von etwa 1000 Wissenschaftlern aus aller Welt unterschrieben wurde. Infolgedessen gab die Chefin der Sparte Google Cloud, Diane Greene, am 1. Juni 2018 bekannt, dass der Vertrag mit 18 Monaten Laufzeit 2019 nicht verlängert werden soll.

### Mitwirkung in kriegerischen Auseinandersetzungen
Am 22. März 2016 wurde bekannt, dass Google offenbar 2012 ein Werkzeug entwickelt hat, das zur Informationsaufbereitung und zur Unterstützung der Opposition zu Präsident Baschar al-Assad diente. Google-Mitarbeiter Jared Cohen beschrieb dieses Werkzeug gegenüber der damaligen US-Außenministerin Hillary Clinton in einer E-Mail.

### Maßnahmen gegen die Organisation von Beschäftigten
2020 wurden zwei Google-Beschäftigte entlassen, weil sie die gewerkschaftliche Organisation anstrebten. Google ließ sich hierzu von IRI Consultants beraten, einem Spezialisten für Gewerkschaftbekämpfung (Union Busting).

### Streit um Forschungsergebnisse
Ende 2020 sorgte die Kündigung Timnit Gebrus für öffentliches Aufsehen. Der Co-Gruppenleiterin sei laut ihren Angaben die Veröffentlichung eines Papers untersagt worden, das Umweltfolgen durch hohe Energiebedarfe sowie die Diskriminierung durch große Sprachmodelle, einem Geschäftsfeld des Unternehmens, thematisiert. Laut Google übergab Gebru die Arbeit nicht früh genug zur Überprüfung und reichte diese ohne Freigabe bei einer Konferenz ein. Nach einem anschließend intern wie extern ausgetragenen Streit verließ Gebru das Unternehmen. Hunderte Beschäftigte solidarisierten sich in Folge mit einem offenen Brief.

### Einflussnahmen
In Europa liegt Google 2020 bezüglich Ausgaben für Lobbying von 5,75 Millionen Euro an der Spitze der Tech-Unternehmen. Für das Alexander von Humboldt Institut für Internet und Gesellschaft (HIIG) stiftete Google 2012 den Hauptteil des Gründungskapitals. Die jährlichen Mittel wurden zwar deutlich reduziert, allerdings hat Google über die Tochter GIF einen von sieben Sitzen im Stifterrat, so dass das Institut nicht völlig unabhängig arbeitet.

## Kritik an der Google-Suche und Android
Medienforscher sehen insgesamt die Meinungsmacht von Google mittlerweile als problematisch an. Googles Expansionsstrategie ähnelt der von Microsoft, nur agiert Google viel schneller.

### Autovervollständigung
Suchmaschinen wie Google benutzen die Funktion „Autovervollständigen“, um den Benutzer schnellstmöglich zum gesuchten Begriff zu führen. Das kann dazu führen, dass die Suchmaschine auf rechtlich bedenkliche Suchergebnisse führen kann. Frankreich sieht daher Suchmaschinen in der Pflicht, Suchergebnisse für Medieninhalte im Zusammenhang mit Sharehostern oder Datentauschbörsen bereits beim Autovervollständigen herauszufiltern.
In Frankreich warfen vier Menschenrechtsorganisationen Google bei der Funktion der Autovervollständigung „latenten Antisemitismus“ vor. Menschen würden nach ethnischen Kriterien erfasst und kategorisiert. Bei der Suche nach Prominenten tauche oft als erste Option der Begriff „Jude“ auf. Die mögliche Gefahr zur Schürung für antisemitische Ressentiments sieht darin Patrick Kluman, Anwalt von SOS Racisme. In Deutschland verfährt Google unterschiedlich: bei Begriffen wie „Jude“ findet keine Autovervollständigung statt. Bei manchen Begriffen findet eine Teilfilterung statt, zum Beispiel der Pornoschauspieler Rocco Siffredi wird unterdrückt. Andererseits weigert sich Google bei Verletzung von Persönlichkeitsrechten einzugreifen. Was die Autovervollständigung beeinflusst und was nicht, ist nicht nachvollziehbar.
Große mediale Aufmerksamkeit erhielt diese Funktion im September 2012, als Bettina Wulff Klage gegen Google einreichte. Wulff wollte unter anderem erreichen, dass negative Suchvervollständigungen (zum Beispiel Escort, Prostituierte), die hinter ihrem Namen auftauchten, gelöscht werden, weil diese ihrem öffentlichen Ansehen schaden würden. Im November 2012 wurden acht Suchergebnisse aus dem Google-Index entfernt, die sich auf Bettina Wulff beziehen. Wulffs Anwälte hatten jedoch die Entfernung von 3000 Ergebnissen gefordert. Auch die Vorschläge wurden nicht berührt.
Eine Studie über die automatische Vervollständigung auf Google zeigte Ende September 2012 zudem auf, dass Sorgen vor negativen Folgen der Vorschläge begründet sind. So erinnern sich laut Studie ein Drittel aller Nutzer an negative Vorschläge über Personen und Unternehmen.

### Kritik von Verlagen
In Frankreich forderten Verlage von Google Geld dafür, dass ihre Artikel in den Suchdiensten des US-Unternehmens aufgeführt werden. Frankreichs Regierung kündigte ein Gesetz an, falls Verlage und Google zu keiner Einigung finden. Gemäß der am 1. Februar 2013 unterzeichneten Vereinbarung stellt Google 60 Millionen Euro für neue Online-Nachrichtenprojekte bereit. Über die Vergabe entscheidet ein Gremium mit Vertretern von Google, den Verlagen und der Regierung. Außerdem will Google den Verlagen bei der Vermarktung ihrer Websites helfen.
2025 errechnete die Verwertungsgesellschaft Corint Media, dass Google der deutschen Presse 1,3 Milliarden Euro jährlich für seine Medieninhalte schulde.

### Monopolstellung
Google hatte zuletzt einen Marktanteil von über 90 % bei Suchmaschinenanfragen in Deutschland. Aufgrund der monopolgleichen Stellung im Suchmaschinenmarkt in vielen Ländern – darunter auch Deutschland – wird nicht selten bemängelt, dass Google die „Spielregeln“ selbst festlegen könne.
Ein US-Gericht befand Google im August 2024 für schuldig, sich seine Vormachtstellung bei der Websuche erkauft und ein Monopol zu haben.

#### Wettbewerbsverfahren der EU-Kommission

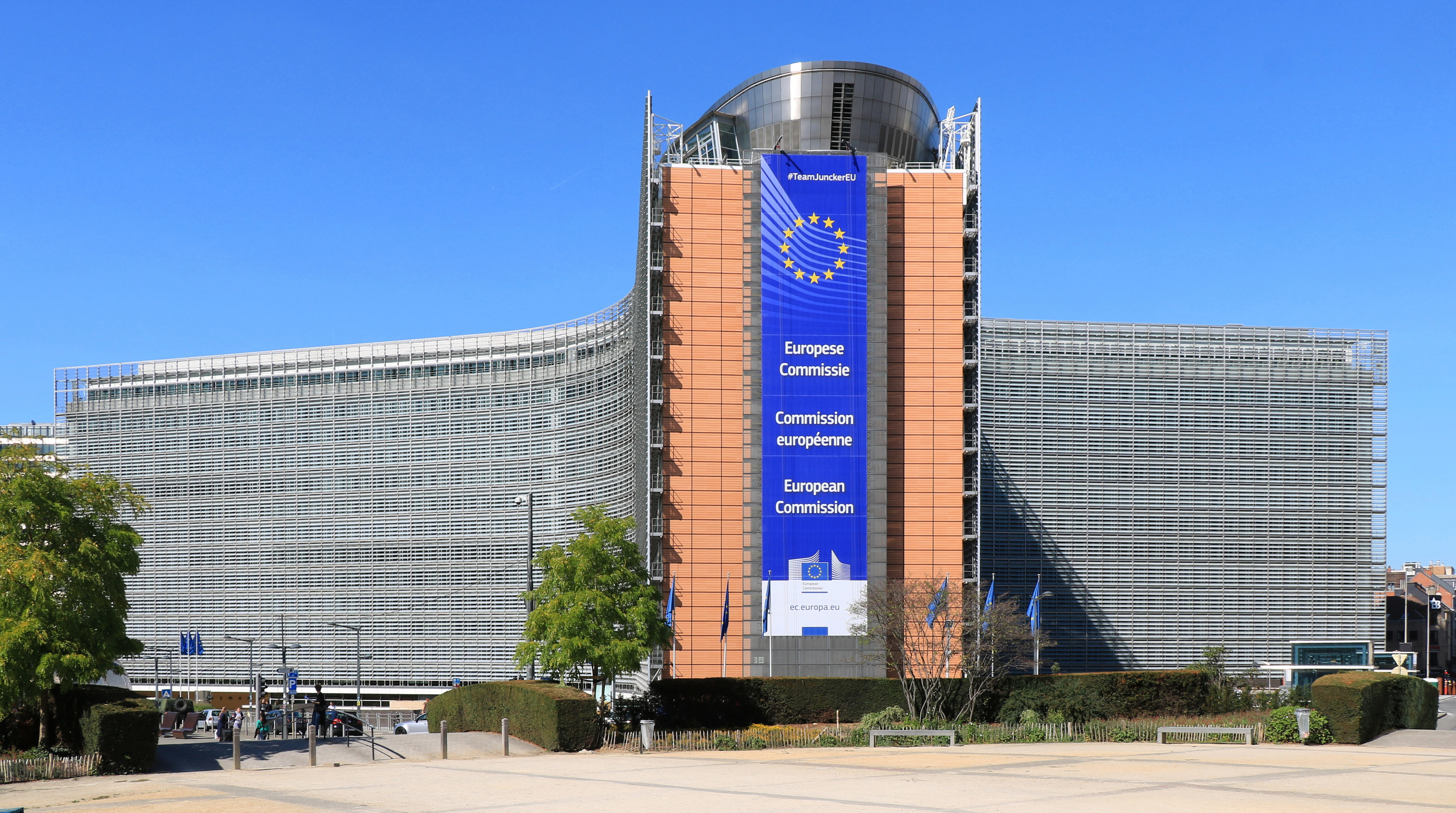
Die Europäische Kommission, die Google in den Jahren 2017, 2018 und 2019 drei Geldbußen auferlegte

Im Jahr 2010 leitete die EU-Kommission ein Wettbewerbsverfahren gegen Google ein. Die EU-Wettbewerbsbehörde untersucht, ob der Konzern seine marktbeherrschende Stellung bei der Online-Suche missbraucht haben könnte, um eigene Produkte und Dienstleistungen vor denen anderer Anbieter zu platzieren.
Anfang 2013 bot Google Zugeständnisse an, um ein langwieriges Kartellverfahren zu vermeiden. Auf einer Pressekonferenz am 17. Juli 2013 erklärte der EU-Wettbewerbskommissar Joaquín Almunia, dass die von Google gesendeten Vorschläge nicht ausreichen, um die Bedenken zu überwinden. Weitere Verhandlungen beim World Economic Forum in Davos im Januar 2014 führten ebenfalls zu keiner Einigung mit der EU-Kommission.
Im April 2015 warfen Wettbewerbskommissarin Margrethe Vestager und die EU-Kommission Google unfairen Wettbewerb vor durch den Missbrauch seiner marktbeherrschenden Position. Google bevorzuge eigene spezialisierte Suchdienste in seinen allgemeinen Suchergebnissen. Weitere Bedenken betrafen das Web Scraping von Webinhalten konkurrierender Unternehmen, Exklusivwerbung und übermäßige Beschränkungen für werbende Unternehmen. Außerdem wurde eine getrennte kartellrechtliche Untersuchung des Verhaltens von Google hinsichtlich des Betriebssystems Android eingeleitet.
Am 27. Juni 2017 gab die EU-Kommission in einer Pressemitteilung bekannt, dass gegen Google eine Geldbuße in Höhe von 2,42 Milliarden Euro verhängt wurde, da Google EU-Kartellrecht verletzt habe. Die marktbeherrschende Stellung als Suchmaschine habe zur unzulässigen Vorzugsbehandlung des eigenen Preisvergleichsdienstes geführt. Google wurde aufgefordert, dies binnen 90 Tagen einzustellen. Anderenfalls wurden Zwangsgelder von bis zu 5 % des durchschnittlichen weltweiten Tagesumsatzes von Googles Muttergesellschaft Alphabet als Strafzahlungen – entsprechend etwa 14 Millionen US$ pro Tag – angedroht. Google wies die Beschuldigungen als ungerechtfertigt zurück und argumentierte, dass Unternehmen wie Amazon und eBay vergleichsweise mehr Einfluss auf das Käuferverhalten hätten. Das Unternehmen werde wahrscheinlich Rechtsmittel gegen die Entscheidung einlegen.
Am 18. Juli 2018 verhängte die EU-Wettbewerbskommissarin Margrethe Vestager gegen Google wegen des Missbrauchs seiner marktbeherrschenden Stellung beim Smartphone-System Android eine Rekordstrafe in Höhe von rund 4,3 Milliarden Euro und drohte weitere Geldbußen an, falls Google sein Verhalten nicht binnen 90 Tagen ändere. Gerügt wurde unter anderem, dass Hersteller von Android-Smartphones, die Google-Dienste einbinden wollen, immer ein komplettes Paket aus elf Apps installieren müssen. Vestager betonte, insbesondere die Vorinstallation von Google als Suchmaschine sorge dafür, dass die Verbraucher diese benutzten, statt Konkurrenzangebote herunterzuladen.
Im November 2021 bestätigte das EU-Gericht eine Wettbewerbsstrafe wegen des Preisvergleichsdienstes Google Shopping der EU-Kommission in Höhe von 2,42 Milliarden Euro. Der Vorwurf war, dass Google seine marktbeherrschende Stellung als Suchmaschinenbetreiber missbraucht hat, indem es seinen eigenen Preisvergleichsdienst in den Suchergebnissen an der Spitze platziert sowie Vergleichsdienste der Konkurrenz herabgestuft hatte. Der Europäische Verbraucherverband Beuc begrüßte das Urteil. Google kann vor dem Europäischen Gerichtshof Widerspruch einlegen.

#### Wettbewerbsverfahren der Federal Trade Commission (USA)
Am 25. Juni 2011 leitete die Federal Trade Commission (Kartellbehörde) in den USA eine offizielle Untersuchung gegen Google ein. Es geht dabei darum, dass Google häufig seine eigenen Produkte in die Ergebnisse integriert und damit weniger Klicks zu Drittanbietern ermöglicht.
Google wird auch vorgeworfen, Suchergebnisse zugunsten eigener Dienste zu manipulieren. Google hat dieses Vorgehen 2012 mit einer Studie verteidigt, dass diese Selbstbevorzugung durch das Recht auf freie Rede erlaubt sei.
Das FTC-Verfahren wurde 2013 zugunsten von Google beendet. Im März 2015 wurden Unterlagen der FTC-Untersuchung durch eine FOIA-Anfrage öffentlich, wonach die FTC jedoch feststellte, dass Google eigene Dienste bevorzuge.
Medien berichteten im Oktober 2020, dass das US-Justizministerium „kurz davor“ stehe, ein Verfahren gegen den Google zu eröffnen.

## Datenschutz
Laut einem Interview der Financial Times, das 2007 mit Googles Geschäftsführer Eric Schmidt geführt wurde, plant Google so viele Daten jedes einzelnen Nutzers zu sammeln, dass sogar sehr persönliche Fragen beantwortet werden können, wie zum Beispiel „Womit soll ich mich morgen beschäftigen?“ oder „Welches Arbeitsangebot soll ich annehmen?“. Im Jahr 2010 bekräftigte Eric Schmidt diese Zukunftsvision mehrfach, zunächst in einem Interview gegenüber dem Wall Street Journal: „Ich denke, die meisten Menschen (…) möchten, dass Google ihnen sagt, was sie als nächstes machen sollten.“ (…) „Sagen wir, du gehst eine Straße entlang. Aufgrund der Informationen, die Google über dich gesammelt hat, wissen wir grob, wer du bist, wissen ungefähr, was dich interessiert, wissen annäherungsweise, wer deine Freunde sind. Google weiß auch, bis auf wenige Meter genau, wo du gerade bist.“ Bei einem Vortrag auf der IFA-Messe in Berlin 2010 ergänzte Schmidt diese Zukunftsvision um das Beispiel, dass Google selbst einen Nutzer daran erinnern könnte, bei schlechtem Wetter eine Regenjacke anzuziehen. „Wir können Menschen Anregungen machen, denn wir wissen, was ihnen wichtig ist.“ Schmidt spielte damit auf Möglichkeiten wie Serendipität an, die mit künstlicher Intelligenz ausgewertet werden können.
Experten und Medien warnen vor einer weiteren Aufweichung des Datenschutzes und der Privatsphäre durch Google. Im Juni 2007 wurde Google bei einer Untersuchung der Bürgerrechtsorganisation Privacy International (PI) als einzigem von 23 untersuchten Internet-Dienstleistungsunternehmen das Prädikat „datenschutzfeindlich“ verliehen. Die Bürgerrechtsgruppe Public Information Research nominierte Google bereits 2003 in den USA für einen „Big Brother Award“. In Deutschland gewann es einen solchen im Jahr 2013.
Auch der Chaos Computer Club kritisiert das Unternehmen: „Google ist nicht in erster Linie eine Suchmaschine, sondern vor allem ein Datensammler.“
Das Berliner Kammergericht bescheinigte Google die Nutzung von 25 illegalen Vertragsbestimmungen.
Im Juni 2020 berichtete die FAZ, Google müsse sich in Amerika wegen Missachtung von Privatsphäre-Einstellungen auf eine mögliche Sammelklage im Volumen von mindestens fünf Milliarden Dollar einstellen. Laut der am 2. Juni beim Bundesgericht in San Jose (Kalifornien) eingereichten Beschwerde soll das Unternehmen über Google Analytics, Google Ad Manager und andere Anwendungen sowie Website-Plug-Ins und Smartphone-Apps Daten von Internet-Nutzern sammeln, obwohl diese die Einstellungen auf „privat“ setzten. Google dürfe sich nicht an der verdeckten und nicht autorisierten Sammlung von Daten von praktisch jedem Amerikaner mit einem Computer oder Telefon beteiligen, lautete die Anklage. Google-Sprecher Jose Castaneda kündigte an, man gehe energisch gegen die Vorwürfe vor.
Im Mai 2021 warf der Generalstaatsanwalt von Arizona Google vor, dass Google Standortdaten weiter erfasste, obwohl Nutzer die Freigabe dafür deaktivierten. Google habe Smartphonehersteller aufgefordert, Datenschutzeinstellungen schwerer auffindbar zu machen.
In den letzten Jahren hat die US-Polizei vermehrt Google-Suchen abgefragt und zur digitalen Rasterfahndung eingesetzt. Google wird dafür kritisiert, dass es diese Möglichkeit gewährt, die auch zur Unterdrückung eingesetzt werden kann und deshalb die Demokratie gefährdet.

### Cookies
Die Google-Suchmaschine vergibt individuelle Cookies an Benutzer. Offiziell sollen diese nur Einstellungen speichern. Warum dazu automatisch eine für jeden Browser eindeutige und über 30 Jahre gültige Nummer vergeben wird, auch wenn man keine Einstellung ändert, will Google nicht klären. Technisch ist es unumstritten einfacher, anstatt der Identifikationsnummer die Einstellungen selbst im Cookie zu speichern. Interessant ist dabei, dass eine Möglichkeit, persönliche Einstellungen ohne Cookie zu nutzen, kurz nach ihrer Entdeckung durch Google Watch seitens Google abgestellt wurde. Jedoch kann man diese eindeutige Nummer auf 0 setzen. Es wird deshalb vermutet, dass diese Identifikationsnummer nicht nur den Einstellungen dient, sondern auch dazu, Suchanfragen jedes Benutzers zu protokollieren, zumindest um daraus Rückschlüsse auf Interessengebiete zu ziehen. Erläuterungen in der eigenen Datenschutzrichtlinie sprechen dafür.
Der Zugriff auf Google-Suchergebnisse, ohne dass Google die Suchanfrage beispielsweise mit Hilfe von Cookies einem Benutzer zuordnen kann, war beispielsweise durch das Scroogle-Frontend möglich, welches als Proxy fungierte und wie Google Watch von dem gemeinnützigen Unternehmen Public Information Research Inc. betrieben wird. Nachdem es von Google blockiert worden war, wurde es abgeschaltet.
Vor allem seit 2012 wird häufig kritisiert, dass Google durch die Menge an Daten und mit der Aufweitung der semantischen Suche in Bereiche vordringt, in denen seit Jahren andere Unternehmen tätig sind. Google breitet sich hierdurch in den Long Tail aus und vermindert den Nutzwert externer Portale.
Die französische Datenschutzbehörde Cnil hat wegen mangelnden Respekts gegenüber der Privatsphäre der Nutzer Strafen in Millionenhöhe gegen die Konzerne Google und Facebook verhängt. Zwei Tochterunternehmen von Google sollen zusammen 150 Millionen Euro Strafe zahlen, Facebook 60 Millionen Euro. In beiden Fällen geht es um bestimmte Einstellungen, die verhindern, dass sogenannte Cookies beim Besuch der Websites gespeichert werden. „Aus Respekt vor den Erwartungen der Nutzer (…) werden wir das entsprechend ändern und mit der Datenschutzbehörde zusammenarbeiten“, teilte Google nach einem Bericht der Zeit mit. Eine Sprecherin des Facebook-Mutterkonzerns Meta sagte, man schaue sich die Entscheidung der Behörde an. Die eigenen Cookieeinstellungen gäben Menschen mehr Kontrolle über ihre Daten. Man werde diese Einstellungen weiterentwickeln und verbessern.

## Unternehmensinterne Folgen
Aufgrund anhaltender Konflikte mit dem Management wegen Teilen der genannten Kritikpunkte gründeten 230 Beschäftigte Anfang 2021 die Interessenvertretung Alphabet Workers Union. Der CWA-Ableger steht Beschäftigten aller Unternehmen von Alphabet Inc. offen.